# Mundzuk
Mundzuk là thủ lĩnh người Hung, anh trai của hai vị vua Hung là Octar và Rugila, và là cha của Bleda và Attila với người vợ không rõ danh tính. Jordanes trong cuốn Getica đã kể lại rằng "Vì Attila này là con trai của Mundzucus, có hai người anh em là Octar và Ruas được cho là mấy đời vua trước Attila, dù không hoàn toàn cùng chung [lãnh thổ] với ông ta".

## Từ nguyên
Tên gọi này được sử gia Jordanes ghi là Mundzucus, Mundiucus theo ghi chép của Cassiodorus, Μουνδίουχος (Moundioukhos) theo ghi chép của Priscus và Μουνδίου (Moundiou) theo ghi chép của Theophanes xứ Byzantium. Gyula Németh và László Rásonyi lập luận rằng cái tên này là phiên âm của tiếng Thổ Nhĩ Kỳ munčuq, munʒuq, minʒaq, bunčuq, bonʒuq, mončuq, với các ý nghĩa tiềm ẩn của "nữ trang, ngọc trai, hạt cườm" hoặc "lá cờ". Omeljan Pritsak cho rằng tên của vị tướng Mundus của người Gepid có cùng từ nguyên.

## Di sản
Nổi danh qua cái tên Bendegúz trong tiếng Hungary, ông xuất hiện trong bài quốc ca của Hungary với tư cách là tổ tiên của người Hungary. Cái tên này cũng có mặt trong tiếng Croatia, tạo thành họ Mandžukić. Là một tên gọi phụ nữ, cái tên Thổ này vẫn còn tồn tại trong tiếng Thổ Nhĩ Kỳ là “Boncuk (Bondjuk)”.